# James Island (Carolina del Sud)
James Island è un comune degli Stati Uniti d'America, situato in Carolina del Sud, nella contea di Charleston.